# Caso Maria Alice Seabra
O Caso Maria Alice Seabra refere-se ao crime de estupro e assassinato de Maria Alice Seabra, de 19 anos, em junho de 2015 em Pernambuco. Gildo da Silva Xavier, padrasto da jovem, foi condenado pelo crime em maio de 2018.  
"É um dos crimes mais cruéis, mais bárbaros que eu já investiguei", disse a delegada responsável pelo caso, Gleide Ângelo. 

## Biografia
Maria Alice era filha de Maria José de Arruda. Seu pai biológico havia falecido quando ela era pequena, sendo que Gildo foi viver com a mãe da jovem quando ela tinha quatro anos de idade. Gildo, um mestre de obras, e Maria José, também tiveram outra filha. Além disto, Maria Alice tinha uma irmã mais velha chamada Maria Angélica Seabra.  
Uma semana antes do crime, Maria Alice descobriu que Gildo traía a mãe e resolveu sair de casa, tendo ido morar com a irmã mais velha, Maria Angélica. Ela também fez uma tatuagem no antebraço com o nome de seu falecido pai em hebraico.  
"Não dá certo eu conviver com Gildo na mesma casa, porque é briga direto", havia confidenciado Maria Alice a um amigo poucas semanas antes. 

## O crime
Então com 19 anos de idade e à procura de trabalho, Maria foi atraída por Gildo com uma oferta de emprego na cidade de Gravatá, no Agreste de Pernambuco. Segundo a delegada Gleide Ângelo no canal Operação Policial, ele ligou para a mãe da jovem no dia anterior ao assassinato para dizer que na tarde de 19 de junho levaria Maria Alice até Gravatá.  
No entanto, em depoimentos após ser preso pelo crime ele disse que vinha planejando o estupro da enteada há cerca de dois meses. Investigações também indicaram que ele havia ficado com ódio de Maria Isabel por ela ter saído de casa e tatuado um nome no braço, que segundo Gleide Ângelo Gildo acreditou ser de um namorado. A delegada reportou ao Operação Policial que o pedreiro sentia um "ciúme excessivo" de Maria Alice.  
No dia em que levou a jovem, ele pediu um adiantamento ao patrão, dinheiro que depois usou para alugar um carro e colocar película escura nas janelas do veículo. "Ele disse que estava com muita pressa, pois já era quase meio-dia", relatou o atendente da oficina em seu depoimento. 
No dia 19 de junho, Maria foi até a casa da mãe, onde Gildo a buscou por volta das 13 horas. Ele posteriormente relatou que quando tomou uma rota diferente da prevista, quando estavam perto da localidade de Sítio do Pica Pau, eles teriam iniciado uma discussão sobre a mudança de trajeto e sobre a tatuagem. Ele então a teria agredido e a colocado no banco de trás para estuprá-la. 
Gildo acabou descoberto porque a mãe de Maria ligou para o telefone da filha para saber sobre a entrevista de emprego. O pedreiro, que acreditando que ela estivesse desacordada no banco de trás do veículo, atendeu o telefone, momento em que Maria conseguiu pedir "socorro" à mãe. 
Depois de desligar o telefone, Gildo enforcou Maria Alice com o cinto de segurança e a espancou (ela perdeu dois dentes da frente). Depois dirigiu até uma localidade chamada Sítio Burro Velho, em Itapissuma, onde a estuprou e decepou a parte do braço esquerdo onde a tatuagem havia sido feita. Ele a deixou seminua, apenas vestida com sua própria calça.  
Após cometer o crime, Gildo fugiu para o estado do Ceará, usando o carro que havia alugado. 

### Motivação
Segundo as investigações, Gildo sentia atração sexual por Maria Alice desde que ela tinha 16 anos de idade.

## Investigação e prisão
Após o pedido de socorro, a mãe se dirigiu imediatamente à delegacia. Ao Operação Policial a delegada Gleide disse: "quando na escada da delegacia a mãe me relatou sobre o pedido de socorro eu já sabia que se tratava de algo grave". Ela também disse que as buscas foram feitas ainda como a situação sendo tratada como "desaparecimento".  
Cleide conseguiu contato com Gildo via Whatsapp e ele informou no dia 23 que havia deixado a jovem em Goiana, na Zona da Mata Norte de Pernambuco, mas sem explicar se ela estaria morta ou viva. A delegada seguiu até a cidade, mas disse que as indicações que ele havia dado levavam a um canavial. "Ficamos buscando pelo mato até às 3 horas da madrugada", disse ela.   
"Eu não queria Gildo. Eu queria a Maria Alice", disse Gleide ao Operação Policial, mas na noite de 23 de junho o pedreiro foi preso e encaminhado ao Centro de Triagem de Abreu e Lima (Cotel).  
Sem encontrar nada, no dia 24 de junho os policiais continuaram as buscas na região, desta vez com a ajuda do criminoso. O corpo da vítima foi encontrado na tarde deste dia num canavial localizado no Engenho Burro Velho, entre as cidades de Itapissuma e Goiana.   

## Julgamento e pena
Gildo foi julgado em 22 maio de 2018 por homicídio quadruplamente qualificado (por motivação torpe, uso de asfixia e meio cruel), sequestro e cárcere privado, estupro e destruição, subtração e ocultação de cadáver. 
Na chegada ao fórum a mãe e a irmã da vítima chamaram o criminoso de "monstro". "Nunca desconfiamos da monstruosidade que ele tinha por dentro", disse Maria José. 
No depoimento a delegada disse: "A forma simplista de justificar: 'eu tinha um desejo sexual e, para ter, eu faço qualquer coisa, inclusive matar, não interessa se eu criei como pai'. Por isso, estou revoltada sobre a forma bárbara que ele a matou, tudo premeditado. A gente tem toda a cronologia do crime, está tudo provado. Ele vai ter que pagar por tudo que fez". 
Após dez horas de deliberação, Gildo da Silva Xavier foi considerado culpado pelos crimes de homicídio qualificado  (por motivação torpe, asfixia, e meio cruel), sequestro, estupro e ocultação de cadáver e condenado a 35 anos de prisão. 
Ele cumpre pena no Presídio de Igarassu, Grande Recife, local onde, enquanto aguardava julgamento, conheceu uma nova namorada, com quem teve outra filha. 